# Wildeck
Wildeck – gmina w Niemczech, w kraju związkowym Hesja, w rejencji Kassel, w powiecie Hersfeld-Rotenburg.
Na terenie gminy znajduje się zamek myśliwski Blumenstein.